# Le Jour de l'Apocalypse
Pour plus de détails, voir Fiche technique et Distribution.
Le Jour de l'Apocalypse (End of the World) est un téléfilm américain réalisé par Steven R. Monroe et diffusé le 23 février 2013 sur Syfy, et en France le 6 juin 2013 sur Syfy.

## Synopsis
À l'aube de la fin du monde, deux fans de science-fiction qui n'ont connu qu'une succession d'échecs dans leur vie compilent leurs connaissances en matière de films catastrophes pour tenter de sauver l'humanité.

## Fiche technique
- Titre original : End of the World
- Réalisation : Steven R. Monroe (en)
- Scénario : David Ray (en) et Jason Bourque
- Photographie : Anthony C. Metchie
- Durée : 83 minutes
- Pays :  États-Unis

## Distribution
- Greg Grunberg (VF : Franck Sportis) : Owen Stokes
- Neil Grayston (VF : Taric Mehani) : Steve Palmer
- Caroline Cave (VF : Marianne Leroux) : Selena
- Brad Dourif (VF : Emmanuel Karsen) : Docteur Walter Brown
- Mark Hildreth (en) : Max
- Amitai Marmorstein : Leonard
- Serge Houde : Général Ramis
- Merrilyn Gann : Betty
- Simon Chin : Orderly

## Accueil
Le téléfilm a été vu par 1,855 million de téléspectateurs lors de sa première diffusion.